# Priscianus z Kaisareie
Priscianus z Kaisareie (kolem roku 500) byl římský gramatik.
O životě Prisciana je známo velmi málo věcí, ví se, že narodil v Kaisarei (dnešní Alžírsko). Poměrně brzy odešel do Konstantinopole, kde působil jako učitel gramatiky.

## Dílo
- Seznam děl v Souborném katalogu ČR, jejichž autorem nebo tématem je Priscianus z Kaisareie
- Institutiones grammaticae (Základy gramatiky), 18 knih o latinské gramatice, dílo bylo sepsáno především podle studia starších gramatických knih. Šestnáct knih je věnováno tvarosloví a dvě větné skladbě (syntax). Toto dílo je největší dochované dílo tohoto typu. Z tohoto díla si lze udělat obrázek i o celé řadě ztracených děl, neboť je v něm velké množství citátů. Ve středověku bylo toto dílo považováno za vrchol a vzor latinské filologické literatury.

Dále napsal několik menších spisů, které neměly velký význam.